# Шаннон (национальный парк)
Национальный парк Шаннон (англ. Shannon National Park) — национальный парк в округе Большой Южный в Западной Австралии, расположенный в 302 км к югу от столицы штата Перта и в 55 км к юго-востоку от Манджимупа. Образован в 1988 году. Площадь парка составляет 525,98 км².

## История и описание
Парк охватывает весь бассейн реки Шэннон. Входит в территорию дикой природы Уолпола, созданную в 2004 году и являющейся международно признанной точкой биоразнообразия.
В парке есть биологически богатые заболоченные земли и пустоши, а также старовозрастные и молодые леса эвкалипта разноцветного. Район оставался в основном нетронутым лесозаготовками до 1940-х годов из-за труднодоступности района. Лесопильный завод и город Шаннон были построены в середине 1940-х годов из-за нехватки древесины во время Второй мировой войны. Когда-то в городе было более 90 домов, мэрия, почта, церковь и медпункт. В 1949 году была построена плотина для обеспечения водоснабжения в летние месяцы.
В конце концов, лесопилка закрылась в 1968 году, а дома были проданы и перевезены, оставив город пустым, и теперь там же стоит палаточный лагерь. В кемпингах есть туалеты, газовые барбекю, души с горячей водой и две хижины, доступные для отдыхающих в порядке очереди. Плата за вход взимается в парк.
Открытая дорога протяжённостью 48 км Грейт-Форест-Триз-Драйв была завершена в 1996 году и даёт туристам возможность осмотреть многие достопримечательности парка. Вдоль проезжей части расположены информационные остановки, площадки для пикников и пешеходные тропы.